# Loboptera troglobia
Loboptera troglobia är en kackerlacksart som beskrevs av Izquierdo och Martin 1987. Loboptera troglobia ingår i släktet Loboptera och familjen småkackerlackor. Inga underarter finns listade i Catalogue of Life.